# Alonzo Babers
Alonzo Carl Babers (ur. 31 października 1961 w Montgomery) – amerykański lekkoatleta, biegacz specjalizujący się w dystansie 400 m. Dwukrotny złoty medalista olimpijski z Los Angeles.
Studiował w United States Air Force Academy w latach 1979–1983. Do kadry USA awansował w 1983 i w tym samym roku został złotym medalistą igrzysk panamerykańskich w Caracas. W 1984 roku triumfował na olimpiadzie w biegu indywidualnym i sztafecie. W okresie tych dwóch lat poprawił rekord życiowy o ponad 1,5 sekundy i w finale olimpijskim osiągnął życiówkę – 44,27 s.
Wkrótce po igrzyskach zakończył karierę sportową – kontynuował służbę wojskową (jako pilot). Żołnierzem był w latach 1983–1991, później przeszedł do rezerwy.

## Starty olimpijskie (medale)
Los Angeles 1984
- 400 m, sztafeta 4 × 100 m -  złoto